# Kingdom Hearts 358/2 Days
Kingdom Hearts 358/2 Days (キングダム ハーツ 358/2 Days Kingudamu Hātsu Surī Faibu Eito Deizu Ōbā Tsū?, läses "Three Five Eight Days Over Two") är ett actionrollspel för Nintendo DS och utgavs som det femte spelet i Kingdom Hearts-serien. Spelet passar in kronologiskt nära slutet av Kingdom Hearts och fortsätter parallellt med det tidigare utgivna Kingdom Hearts: Chain of Memories. Dessa två parallellgående spel blir föregångarna till Kingdom Hearts II.
Huvudpersonen i 358/2 Days är Roxas, en nybliven medlem i Organization XIII, och handlingen är centrerad kring honom och hans relationre till två andra medlemmar i Organization XIII; Axel och Xion.
I Kingdom Hearts 1.5 HD Remix har alla "cutscenes" från 358/2 Days framställts i HD. Man kan dock inte spela 358/2 Days på denna remix, utan får handlingen återberättad genom en nästan tre timmar lång film.